# MAC M1924/29
MAC M1924/29 — ручной пулемёт, разработанный и производившийся во Франции оружейным арсеналом Шательро (фр. Manufacture d’Armes de Chatellerault) после Первой мировой войны и активно применявшийся во Второй мировой войне. Также использовался в колониальных войнах Франции после 1945 года.

## Конструкция

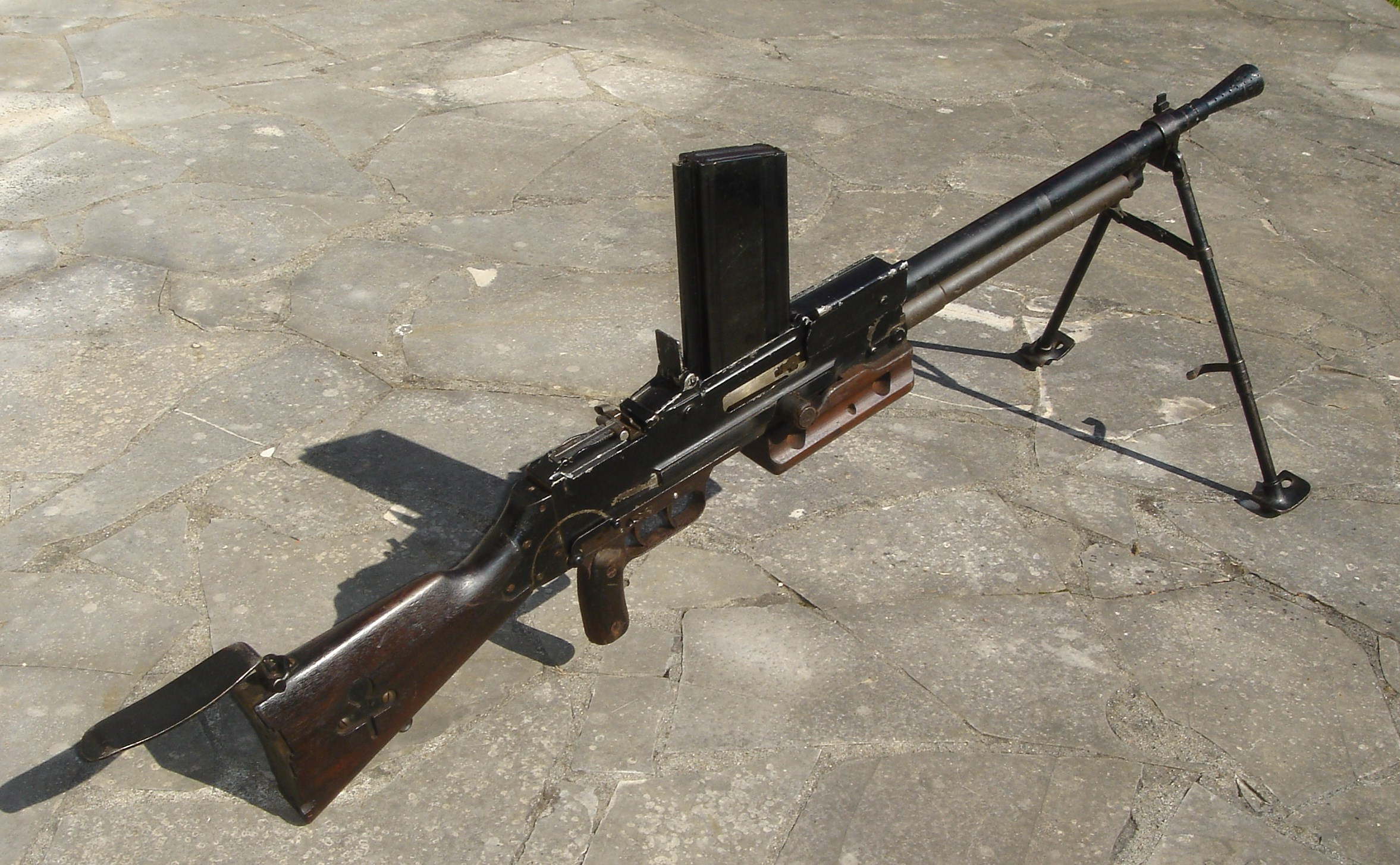
MAC M1924/29

В пулемёте использовалась газоотводная автоматика. По своей конструкции оружие напоминало автоматическую винтовку BAR, разработки Дж. Браунинга, на базе которой и разрабатывалось. Пулемёт допускал ведение как автоматического, так и одиночного огня, для чего был снабжен двумя спусковыми крючками. Нажатие на передний крючок обеспечивало одиночный огонь, нажатие на задний — стрельбы очередями. Кроме того, в конструкции был предусмотрен регулятор давления пороховых газов. Использовалось воздушное охлаждение ствола, при этом быстрая замена ствола была невозможна. Применялось питание из 25-зарядных коробчатых магазинов, вставляемых сверху.

## Оценка оружия
После модификации 1929 года пулемёт стал, в целом, надёжным и сравнительно эффективным оружием, заметно превосходя имевшиеся до этого во французской армии пулемёты Гочкисса и Шоша. Однако пулемёт M1924/29 был успешен лишь в роли маневренного оружия отделений и взводов, но не в роли средства для ведения массированного огня. Ствол перегревался уже после 150 выстрелов, а замена его была сложной операцией. Вибрация при стрельбе длинными очередями оценивалась как чрезмерная, а точность стрельбы — низкая. Кроме того, передний спусковой крючок оказался слишком удалён от рукоятки и пользоваться им в бою оказалось затруднительно.

## Применение
- Франция
- Нацистская Германия — трофейные ручные пулемёты состояли на вооружении вермахта под наименованием MG 116(f). Танковый вариант пулемёта «Mitrailleuse mle 1931» — под обозначением Kpfw MG 311(f) (Kampfwagen MG 311(f)).